# 彭格拉茨·盖尔盖伊
彭格拉茨·盖尔盖伊（匈牙利語：Pongrátz Gergely，1932年2月18日—2005年5月18日）1956年匈牙利革命著名老兵，曾指挥起义者建立布达佩斯最大的武装据点，对入侵苏军展开顽强抵抗。1956年11月1日至9日之间。在他的指挥下，起义者于科尔文大街毁了大量苏联装甲车，并打退苏军多次进攻。革命失败后，庞格拉兹逃亡国外，1957年移居美国。1991年，彭格拉茨返回匈牙利。流亡期间，他当选为匈牙利自由战士委员会副主席和主席。后参与组建并领导了右翼政党尤比克争取更好的匈牙利运动。